# Uzunköprü
Uzunköprü (turcă pentru podul lung), (bulgară: Узункьопрю) este un mic oraș și district în Provincia Edirne în partea de nord-vest a Turciei, la frontiera cu Grecia.
Orașul se află de-a lungul căii ferate care unește Istanbulul de Sofia, Belgrad și mai departe de Europa Occidentală.

## Podul cel Lung

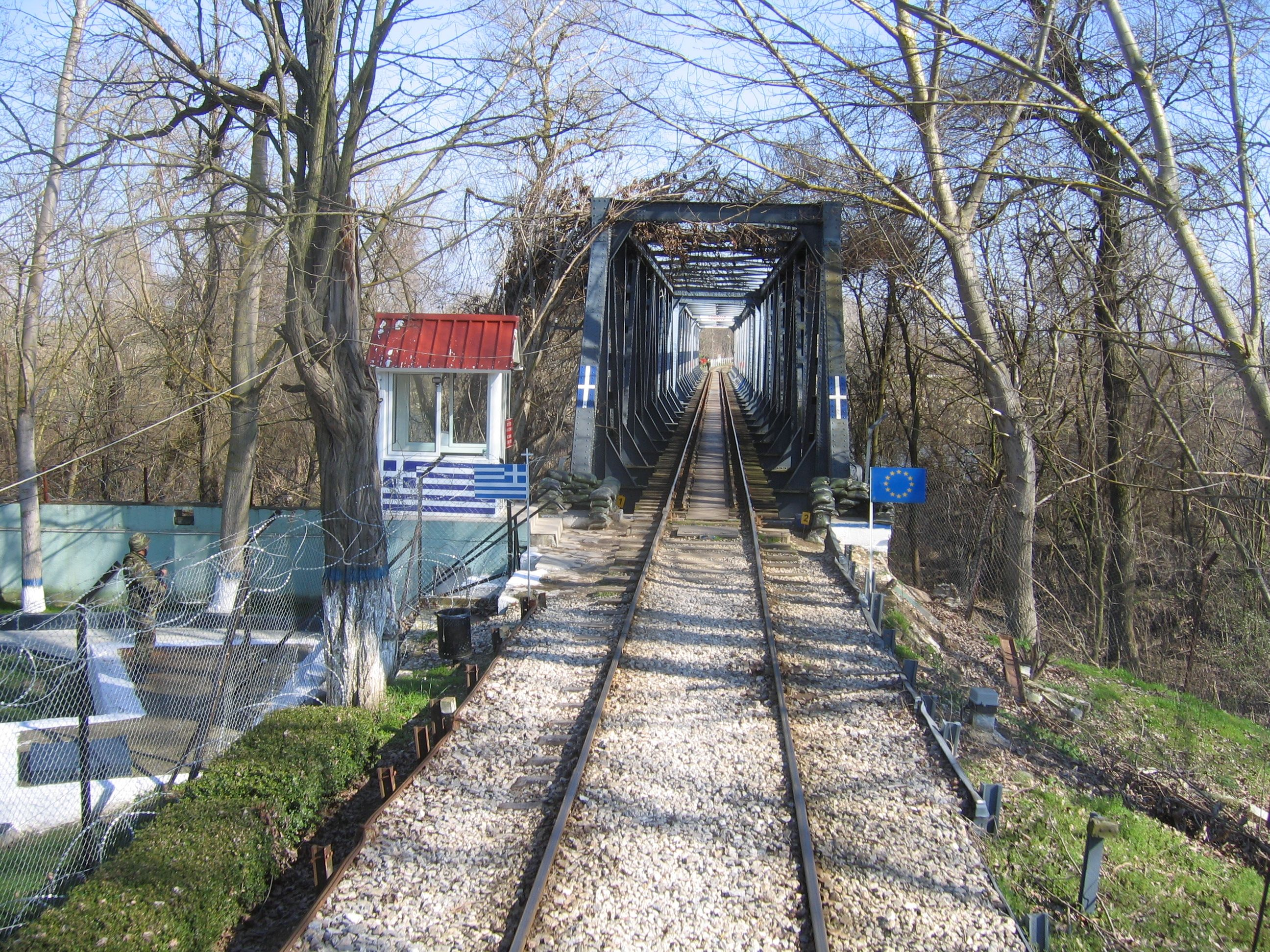
Podul de cale ferată, la granița dintre Grecia și Turcia, la Uzunköprü

Podul cel Lung (în limba turcă Uzunköprü), construit între  1426 – 1443 de către arhitectul Muslihiddin la ordinul sultanului Murat al II-lea a dat numele orașului. Podul medieval cu 174 de arce, lung de 1.329 m și cu o lățime de 6,8 m este și în ziua de azi cel mai lung pod de piatră din Turcia.
Podul traversează râul Ergene, care a fost în epoca medievală o frontieră naturală în cale înaintării armatelor otomane în Balcani. Inițial, podul se numea Cisr-i Ergene („Podul peste Ergene”). Deși râul pe care îl traversează este mult mai îngust decât lungimea totală a construcției, arhitectul a luat în calcul traversarea zonei mlăștinoase din jurul cursului de apă. Podul a fost restaurat complet în 1963. Podul este folosit și în zilele noastre.

## Istoric
Orașul a fost fondat în 1444 de către sultanul Murat al II-lea cu numele de „Ergene”. Populația orașului a fost formată inițial din locuitori veniți din Malkara sau localitățile rurale din apropiere. În 1873 a fost contruită calea ferată care traversează orașul. Deși orașul purta în continuare numele Ergene, stația de cale ferată a orașului era cunoscută ca „Uzunköprü”. În 1917, orașul a adoptat  numele stației de cale ferată care îl deservea și acest nume a rămas neschimbat până în zilele noastre. Pe 14 noiembrie 1918, orașul a fost ocupat de trupele franco-elene, iar în 1920, în timpul războiului greco-turc, orașul a fost anexat de greci, care i-au schimbat numele în Makrifere. După eliberarea orașului pe 22 noiembrie 1922, orașul și-a recăpătat numele turcesc. 